# Batalha de Zapotepec
A batalha de Zapotepec foi uma ação militar da Guerra de Independência de México, efetuada em 2 de janeiro de 1821, nos arredores da localidade de Zapotepec, no estado de Guerrero. Os insurgentes comandados pelo general Vicente Guerrero tomaram Zapotepec, aniquilando a companhia de granaderos.